# Rise (альбом Nosferatu)
Rise — дебютный студийный альбом британской готической группы Nosferatu, вышедший в 1993 году. Диск стал наиболее коммерчески успешной работой коллектива и во многом определил дальнейшее развитие его творчества.

## Об альбоме
По мнению критика Алекса Хендерсона, на Rise Nosferatu «не открыли ничего нового в готик-роке», однако при этом альбом очень качествен, и после его выхода стало понятно, что группа однозначно заслуживает внимания. Хендерсон отметил существенное влияние музыки Bauhaus на творчество коллектива; наиболее высоко он оценил композиции «Lucy Is Red» и «The Gathering», назвав их «тёмными мрачными сокровищами».
Несколько более сдержанно высказалась в своей рецензии Катерина Йеске из Trouser Press. Она описала альбом как сочетание «вампирских текстов, наводящих страх синтезаторных эффектов, скользящих гитар и клавесинных проигрышей». Вокал Луиса Де Рэя она весьма иронично сравнила с голосом Эндрю Элдрича, «распевающего детские стишки», и констатировала, что если «поклонников жанра Rise доведёт до оргазма», то «для всех остальных этот альбом — просто маскарадное шутовство».

## Список композиций
Тексты: Луис Де Рэй. Музыка: Nosferatu.
1. «The Gathering» — 2:15
2. «Rise» — 5:03
3. «Dark Angel» — 5:46
4. «Her Heaven» — 5:44
5. «Lucy Is Red» — 5:20
6. «Lament» — 6:23
7. «Alone» — 5:55
8. «Vampyres Cry» — 3:51
9. «Crysania» — 6:02
10. «Siren» — 5:42
11. «Away» — 3:17
12. «Close» — 6:44

## Участники записи
- Луис Де Рэй — вокал, программирование
- Дэмьен Де Вилль — электрогитара
- Влад Яничек — бас-гитара
- Элизабет Эверетт — бэк-вокал
- Саймон «Док» Мильтон — продюсирование